# زبان سانسی
زبان سانسی زبانی است هندوآریایی وابسته به شاخهٔ زبان‌های هندی باختری. سانسی زبان چادرنشینان سانسی بوده و امروزه در خطر انقراض قرار دارد.
برخی این زبان را زیرشاخهٔ زبان هندوستانی و برخی گونه‌ای راجستانی می‌دانند. پیرامون هزار تن از پاکستانی‌ها نیز بدین زبان سخن می‌رانند. خاستگاه گویشوران این زبان راجستان بوده‌است، ولی در پی تازش مسلمانان پاره‌ای از گویشوران بدان نیز در پنجاب، هاریانا و دهلی ساکن شده‌اند.